# The Breaks
The Breaks è un singolo del rapper Kurtis Blow del suo album di debutto. La canzone è comparsa in vari videogiochi come Grand Theft Auto: Vice City, Scarface: The World Is Yours e True Crime: New York City.